# Grote pimpernel
De grote pimpernel (Sanguisorba officinalis, synoniem: Poterium officinale) is een plant die behoort tot de rozenfamilie (Rosaceae).
Deze plant, die een hoogte kan bereiken van 30–120 cm, schiet op uit dikke vertakte ondergrondse stengels. Hij vormt een rozet van maximaal 14 blaadjes, waaruit verschillende bloemstelen opschieten met bolvormige bloemhoofden die in de loop van de bloei uitgroeien tot langwerpige donkerrode aren zonder kroonblaadjes.

## Voorkomen
Grote Pimpernel bloeit van juni tot september. Hij komt in grote delen van Europa voor in vochtige graslanden met vooral een kleiachtige ondergrond. In Nederland is de soort vrij zeldzaam in Midden-Brabant, Midden-Limburg, Noordwest-Overijssel en langs de Overijsselse Vecht. In andere gebieden is de aanwezigheid zeer zeldzaam of nihil. In Vlaanderen komt de plant voor langs de rivieren en in de vloeiweiden van Lommel. Belangrijk is dat groeiplaatsen niet in de zomer gemaaid worden.

## Biotoop
Zonnige plaatsen met vochtige, matig voedselrijke, licht bemeste grond, vaak op plekken met basische kwel. Dikwijls op mengbodems van zandige rivierklei, zandig laagveen, kleiig zand en kleiig veen, ook op leem en laagveen. Langs waterkanten, bergweiden, schrale hooilanden, vloeiweiden, periodiek overstroomde gronden zoals uiterwaarden en schrale stroken hooiland tussen petgaten, in bermen, op rivierdijken en spoordijken.

## Plantengemeenschap
Grote pimpernel is een kensoort voor de klasse van matig voedselrijke graslanden (Molinio-Arrhenatheretea), een klasse van plantengemeenschappen van matig droge tot natte, matig voedselrijke tot voedselrijke graslanden.
Het is tevens een indicatorsoort voor het mesofiel hooiland (hu) subtype 'Grote pimpernelgrasland', een karteringseenheid in de Biologische Waarderingskaart (BWK) van Vlaanderen en het Brussels Hoofdstedelijk Gewest.

## Bescherming
De soort staat in Nederland te boek als stabiel sinds 1950 of toegenomen. In Vlaanderen is ze volgens de rode lijst achteruitgaand en in Wallonië wordt ze bedreigd. 

## Ecologische betekenis
De plant dient als waardplant voor vlinders als het pimpernelblauwtje en het donker pimpernelblauwtje.

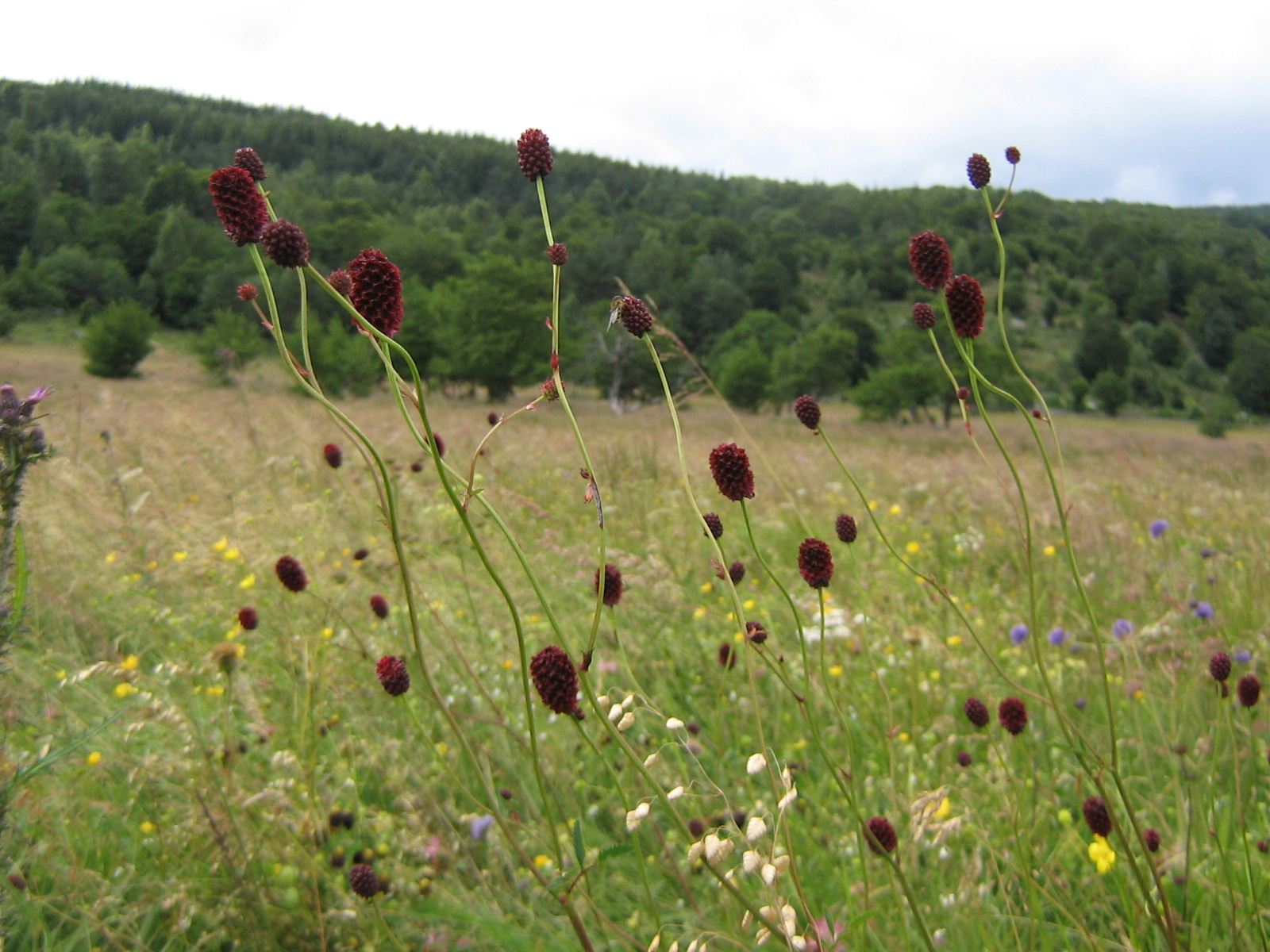
Grote pimpernel
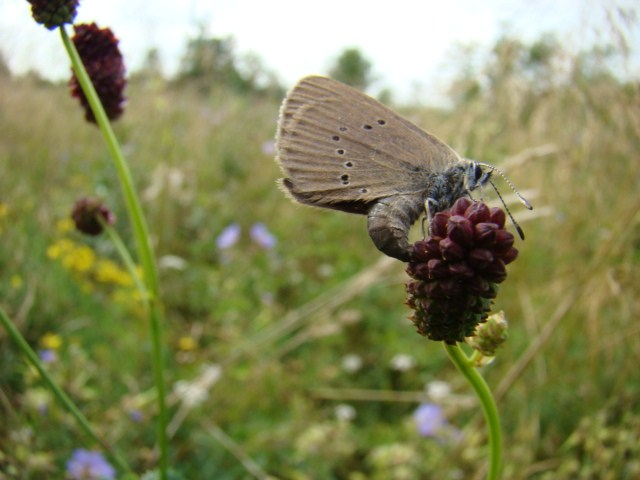
Met eierleggend donker pimpernelblauwtje (Phengaris nausithous)
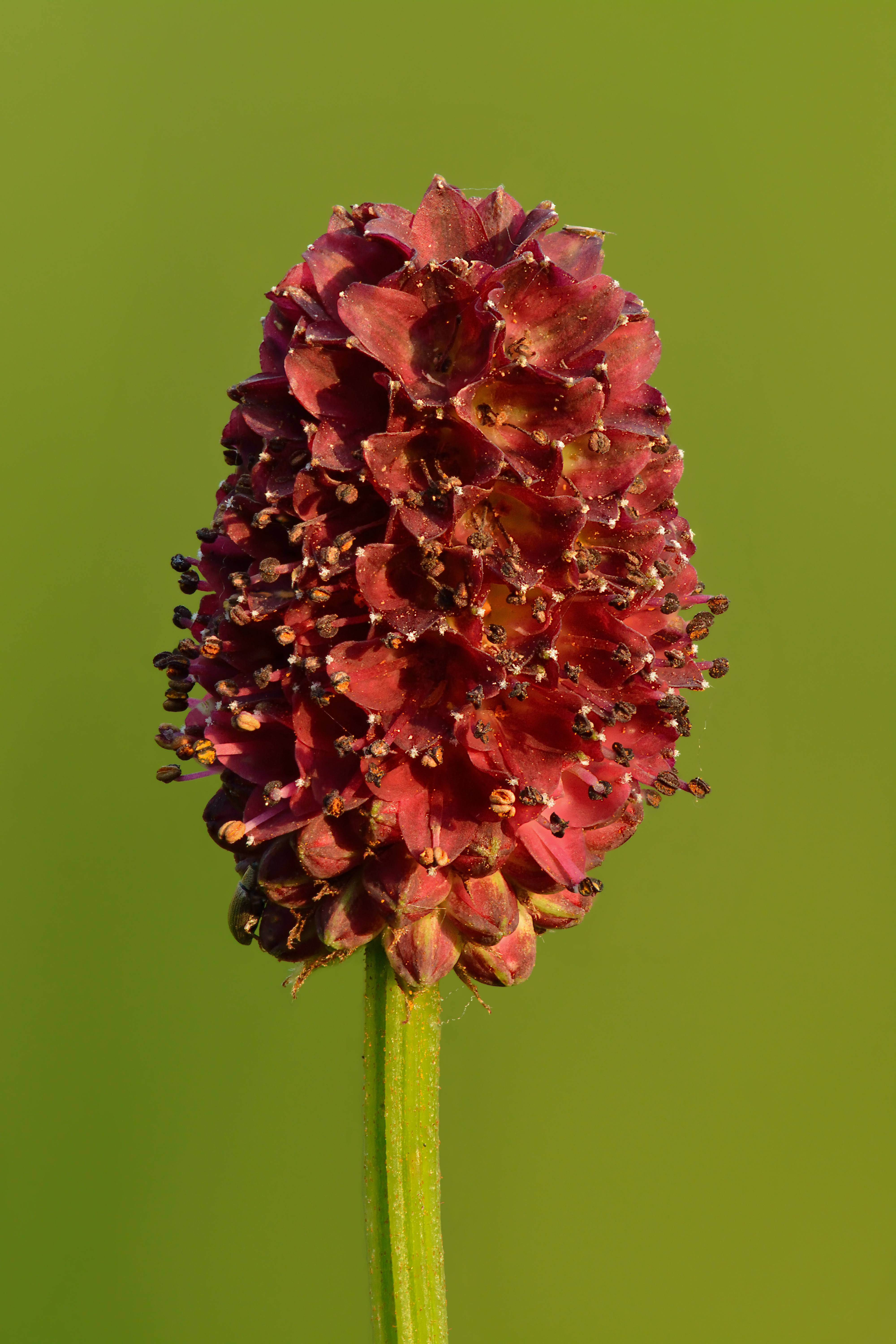
Bloeiwijze

## Toepassingen
De grote pimpernel wordt in de volksgeneeskunde gebruikt als bloedstelpend middel voor zowel in- als uitwendige bloedingen.